# Park Keon-woo
Park Keon-woo (ur. 17 lutego 1990) – koreański niepełnosprawny sportowiec, uprawiający boccię. Dwukrotny mistrz paraolimpijski z Pekinu w 2008 roku.

## Medale Igrzysk Paraolimpijskich

### 2008
- - Boccia - indywidualnie - BC3
- - Boccia - pary - BC3